# Joe Cooney

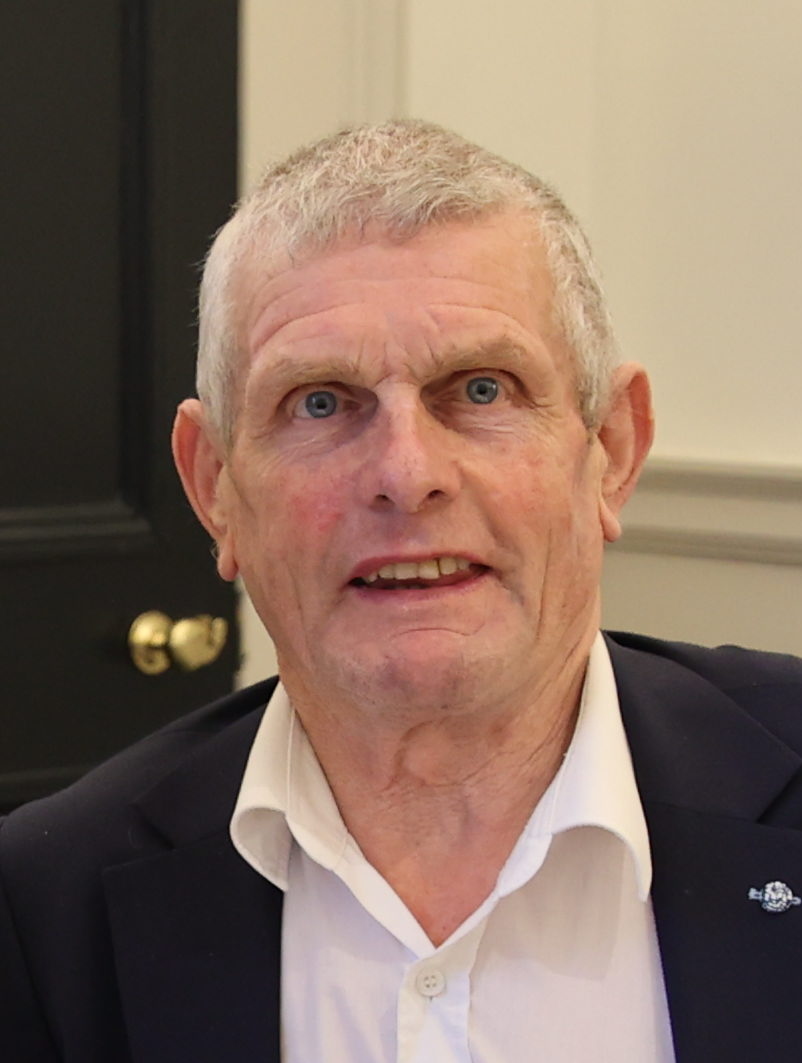
Joe Cooney (2024)

Joseph „Joe“ Cooney (* 1957) ist ein irischer Politiker der Fine Gael.

## Leben
Cooney ist Bauunternehmer. 2004 wurde Cooney erstmals in den Clare County Council gewählt. Bis 2024 wurde er jeweils wiedergewählt. Als er bei den Wahlen zum Dáil Éireann 2024 antrat, erzielte er im Wahlkreis Clare genug Stimmen, um damit als Teachta Dála in den Dáil Éireann einzuziehen.
Cooney ist verheiratet und hat drei Söhne. 